# Петренко, Василий Сергеевич
Василий Сергеевич Петренко (укр. Василь Сергійович Петренко; 14 января 1925 года, Петренки, Полтавская область — 18 января 1975 года, Петренки, Полтавская область) — советский историк и педагог. Доктор исторических наук (1972). Автор более 160 публикаций, в том числе 10 монографий и 3 брошюр.

## Биография
Родился 13 января 1925 года в селе Петренки (ныне Першотравневое) Шишацкого района Полтавской области. До войны с отличием закончил Шишацкую среднюю школу. С 1943 года на фронте. После войны капитан запаса. Награждён орденом Отечественной войны и четырьмя медалями.
В 1946—1948 годах работал воспитателем в школе в г. Муром.
В 1953 году окончил исторический факультет Полтавского государственного педагогического института имени В. Г. Короленко, одновременно в 1949—1959 годах работал в ряде школ Полтавской области: учителем истории и географии Михайликовской семилетней школы, учителем истории и директором Гоголевской семилетней школы (обе Шишацкий район), Хорошковской средней школы (Лубенский район) и Ордановской средней школы (Диканьский район).
В 1961—1963 годах учился на стационаре аспирантуры в Институте истории АН УССР, после чего был оставлен работать в этом учреждении младшим научным сотрудником. Во время учёбы и до 1964 года жил в общежитии АН УССР на бульваре Вернадского в Киеве, некоторое время в одной комнате с поэтом Василием Стусом, который учился в аспирантуре в те же годы.
В 1963 году защитил кандидатскую диссертацию «Рост культурно-технического уровня колхозного крестьянства Украинской ССР (1953—1961)».
После окончания аспирантуры остался жить с женой и дочерью в Киеве, где в 1964 году получил квартиру в Академгородке на улице Доброхотова, дом 10. В дальнейшем работал в Институте истории Украины АН УССР.
В 1972 году во Львове защитил докторскую диссертацию «Колхозное крестьянство Украинской ССР в 1951—1970 гг. (Изменения в составе, условиях труда и жизни)».
Был научным руководителем защищённой в 1975 году кандидатской диссертации А. А. Кондрацкого, будущего председателя Киевского общества политзаключенных и жертв репрессий, основателя альманаха «Журнал киевского политрепрессантства».
Умер 18 января 1975 года, посещая мать в Петренках (причина смерти — инфаркт миокарда). Похоронен в Шишаках на кладбище Ломиковского.

## Семья
Село Першотравневое, где родился В. С. Петренко, — это исторический казацкий хутор Петренки, основанный вероятно в XVIII веке. Его отец, Сергей Никифирович Петренко (1891—1945) был потомком казаков Шишацкой сотни. Мать — Килина Григорьевна Масливец (род. 1896).
Первая супруга — Анна Ивановна Цыброва (25.03.1926—15.02.1999) из Мурома. У пары был сын Константин Васильевич Петренко (04.11.1946—12.05.2020). Он учился в Смоленской государственной академии физической культуры спорта и туризма, являлся мастером спорта по боксу. Константин Петренко был женат на Зое Горбуновой. Имел двух дочерей — Наталью и Ольгу.
Вторая супруга — Мелания Леонтьевна Тутко (13.01.1926—27.07.2009) из Шишак, работала учительницей географии. У пары была дочь Ольга Васильевна Петренко (род. 1952, после замужества Балашова). Она окончила Уманский педагогический институт, после чего работала учительницей биологии в киевской школе № 200. У неё есть двое детей, внуков В. С. Петренко, — Татьяна Дегтяренко и Игорь Балашов, у первой также есть двое сыновей, Олег и Алексей, все они живут в Киеве.

## Научная деятельность
Автор более 160 научных и научно-популярных публикаций, в том числе 10 монографий и 3 брошюр, более 70 статей в журналах и сборниках по проблемам истории и педагогики. Диссертации и значительная часть публикаций В. С. Петренко посвященные развитию крестьянства Украины. Другое направление его деятельности — педагогика, в частности методика внеклассной работы. Наиболее известна его работа по этой тематике — «Методика внеклассной работы по истории» (1973). В. С. Петренко также соавтор таких книг, как «Выдающиеся советские историки» (1969), «Киевские самолётостроители» (1970), «История Украинской ССР» (8-й том, 1979) и многих других.

### Некоторые публикации
- Петренко В. С.  Історико-краєзнавча позакласна робота в школі. — Київ: Радянська школа, 1962. — 130 с.
- Петренко В. С. Колхозное крестьянство Украинской ССР в 1951—1970 гг. / автореферат диссертации на соискание ученой степени доктора наук. — Львов, 1972. — 61 с.
- Петренко В. С. Методика позакласної роботи з ісотрії. — Київ: Радянська школа, 1973. — 144 с.
- Гуржій І.О, Петренко В. С. Видатні радянські історики. — Київ: Радянська школа, 1969. — 246 с.
- Степанченко В., Петренко В. Киевские самолётостроители. — Киев: Из-во полититческой литературы Украины, 1970. — 367 с.
- Історія Української РСР. Том 8: книга перша, книга друга // гл.ред. Кондуфор Ю. Ю.; — Київ: Наукова думка, 1979. — 390 с. і 698 с.